# Seznam postav série Resident Evil
Toto je seznam postav série Resident Evil, a to jak herní, tak filmové:

## Hlavní postavy

### Albert Wesker
Objevil se hned v prvním díle herní série a zemře v pátém díle série, i když stále žije ztvárněný ve filmové sérii.

### Ada Wong
Americká žena čínského původu, Ada je poprvé zmíněna v původním Resident Evil (1996), odehrávající se v roce 1998. Ada Wong je široce považována za jednu z nejoblíbenějších ženských postav v sérii, spolu s Jill Valentine a Claire Redfield, stejně jako jedna z nejkrásnějších ženských postav ve videohrách. Ada se objevuje v pátém dílu filmové série.

### Chris Redfield
Chris Redfield debutoval v původním Resident Evil jako jedna z hratelných postav, společně s Jill Valentine, spolupracuje s novou důstojnicí Rebeccou Chambers. Postava se objevuje také ve filmové sérii a ztvárnil ji herec Wentworth Miller.

### Jill Valentine
Jill Valentine se poprvé objevuje jako jedna ze dvou hratelných postav z původní Resident Evil hry (1996), ve kterém je odbornice na výbušniny. Během vývoje původního Resident Evil, Jill byla koncipována jako fyzicky slabší než herní mužské postavy jako je Chris Redfield, ale dostala další dovednosti a zbraně, aby se jim vyrovnala. Postava Jill se objevila ve druhém, čtvrtém a pátém díle filmové série.

### Claire Redfield
Claire je jedna z nejvýznamnějších postav z Resident Evil hororové série od Capcom. Poprvé se objevila v Resident Evil 2 (1998), který se točí kolem pátrání po zmizelém bratrovi. Postava Claire Redfield ve filmové sérii se objevila ve třetím a čtvrtém dílu, kde ji ztvárnila Ali Larter.

### Leon S. Kennedy
Leon debutoval v Resident Evil 2 (1998), jako jeden z obou protagonistů po boku Claire Redfield. Režisér Paul W. S. Anderson tuto postavu přidal do pátého filmu.

## Další významné postavy

### STARS
S.T.A.R.S. je zvláštní policejní jednotka Raccon City. Klíčovými členy jsou Albert Wesker, Barry Burton, Brad Vickers, Chris Redfield, Enrico Marini, Forest Speyer, Jill Valentine, Joseph Frost, Kenneth J. Sullivan, Rebecca Chambers and Richard Aiken.

## Postavy vytvořené pro filmovou sérii

### Alice Abernathy
Alice je hlavní postavou filmové série a ztvárnila ji herečka a modelka Milla Jovovich. Byla zajata společností Umbrella a díky T-Viru získala nadlidské schopnosti, zatím co ostatní se proměnili v zombie. Byla zapojena do projektu Alice, který řídí Umbrella a Alice se ji snaží zlikvidovat. Postava Alice je ve filmech doposud a režisér Paul W. S. Anderson ji chce v posledním díle zabít, tak jako ostatní postavy v sérii.
Alice je originální postava vytvořená pro filmy, i když scenárista Paul W. S. Anderson poznamenat, že Alice byla založena na silných ženách z Resident Evil her. Anderson si zpočátku pohrával s myšlenkou, že film je alegorií na Alenka v říši divů.

### Rain Ocampo(Rainová)
Postava Rain byla vytvořena pro první film ze série jako pracovnice pro komando Umbrella. Zemřela při návratu z podzemního komplexu, když se proměnila v zombie a Matt Addison ji zlikvidoval.
Dále se objevila jako klon v pátém pokračování s názvem Resident Evil: Odveta ve dvou rolích. Její dvě role měli velice odlišný charakter, jedna zlá a druhá dobrá.

### Matt Addison
Postava Matt Addison (ztvárnil Eric Mabius) a Matt/Nemesis (ztvárnil Matthew G. Taylor) se objevila v prvním a druhém dílu.

### Luther West
Je basketbalista a přeživší ze čtvrtého a pátého dílu. Alice a Claire ho nalezli společně s ostatními přeživšími v Los Angeles. Zemřel rukou klonu Rain v pátém díle.

### K-Mart
K-Mart (ztvárnila Spencer Locke) je mladá žena v konvoji Claire Redfieldové. V Resident Evil: Zánik se vydala s konvojem na Aljašku do Arcadie (město, kde nejsou nemrtví). Následně je zajata společností Umbrella a odvezena na loď jménem Arcadia, kde jsou na přeživších zkoušeny experimenty. Tato postava se má vrátit do šestého dílu.

### Becky
Becky (ztvárnila Aryana Engineer) je klon mladé neslyšící dívky, s bydlištěm v "Předměstí Raccoon City". Poprvé se objevila v pátém dílu jako dcera Alice.

### Červená a Bílá královna
Červená královna je superpočítač, který hlídá Ull, podzemní laboratoř společnosti Umbrella. V druhém díle bylo Raccoon City zničeno taktickou atomovou bombou, která znovu aktivovala Červenou královnu a ta se v pátém díle pomstila všem zbylým živým lidem, kteří přežili zombie Apokalypsu. Snaží se zničit celou lidskou rasu a Alice se svými přáteli se jí v tom snaží zabránit.
Bílá královna není krvelačná jako její sestra Červená královna.